# Calliotropis annonaformis
Calliotropis annonaformis là một loài ốc biển, là động vật thân mềm chân bụng sống ở biển thuộc họ Calliotropidae.